# Сущенко Роман Володимирович

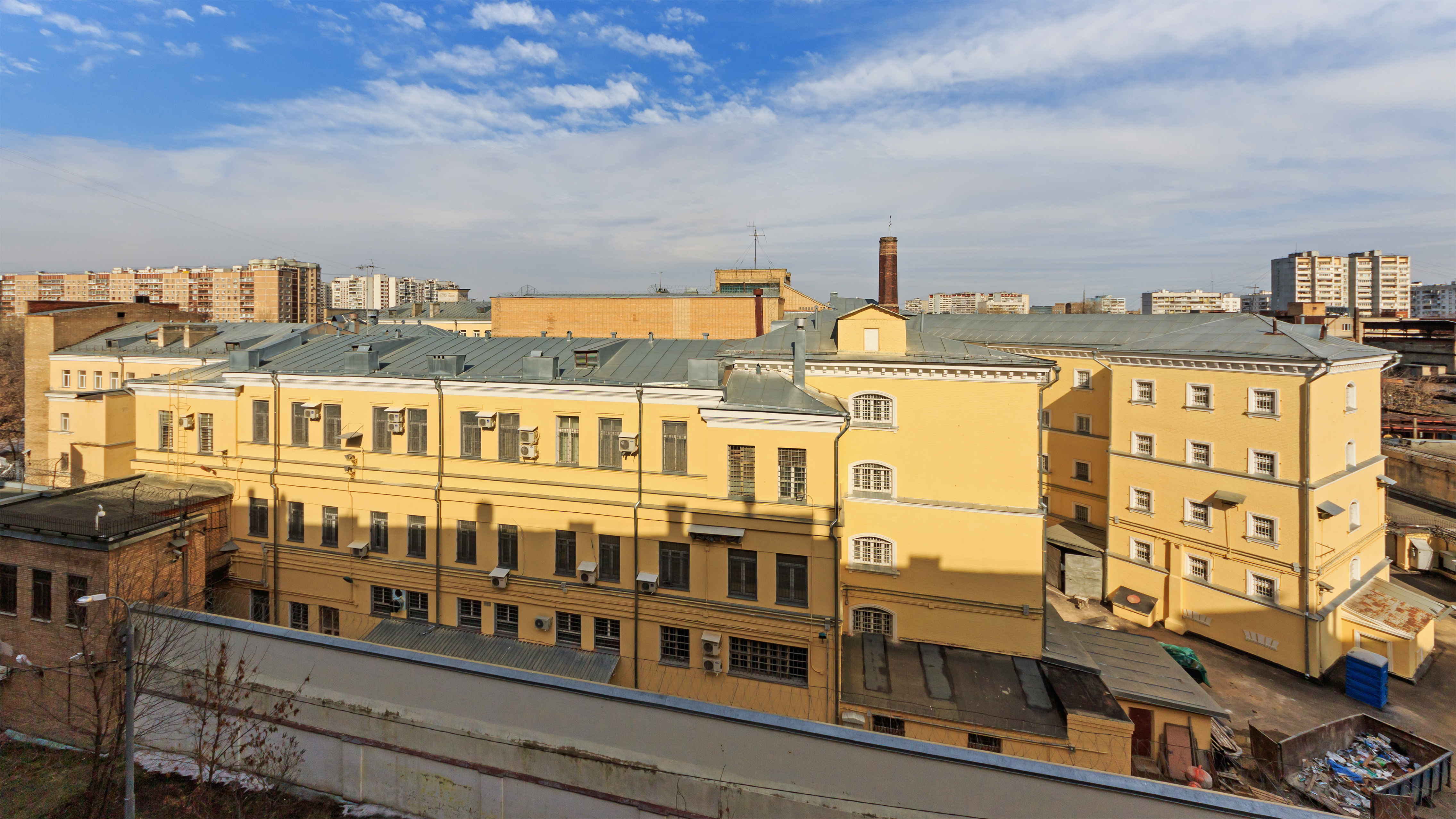
Лефортівська в'язниця у Москві, в якій утримувався Роман Сущенко

Рома́н Володи́мирович Су́щенко (псевдонім Рон Височанський; нар. 8 лютого 1969, Черкаси) — український журналіст, кореспондент національного державного агентства Укрінформ, політичний діяч.
Український політв'язень, що був незаконно заарештований та утримуваний в РФ з 30 вересня 2016 до 7 вересня 2019-го.

## Життєпис
Народився 8 лютого 1969 року в Черкасах. Закінчив Київське вище танкове інженерне училище (1986—1991 рр.). Офіцерську службу розпочав у 150-му навчальному центрі (м. Миколаїв). Брав участь у миротворчий місії в Боснії і Герцеговині протягом 1997—1998 рр., де, в тому числі, відповідав за зв'язки з громадськістю. У 2001 році звільнився зі Збройних сил, майор запасу.
Закінчив Інститут журналістики КНУ ім. Шевченка (заочне навчання, 2002—2004 рр., магістр)
З 2002 року працює кореспондентом національного державного агентства Укрінформ.
У 2010—2016 роках — спеціальний кореспондент Укрінформу у Франції.

## Арешт в Росії і звільнення
У 2015—2016 роках тричі літав до Росії. Затриманий та заарештований 30 вересня 2016 року у Москві. Про місце перебування Сущенка стало відомо лише через два дні після затримання, у неділю 2 жовтня, коли у московський слідчий ізолятор «Лефортово» прибули російські правозахисники з плановою перевіркою умов утримання арештованих.
Звинувачений за статтею 276 Кримінального кодексу Росії за шпигунство на користь України. Ув'язнений у Лефортівській в'язниці.
4 червня 2018 року Московський міський суд засудив Романа Сущенка до 12 років колонії суворого режиму.
За даними газети «Коммерсантъ», журналіста обвинувачували в тому числі у спробі з'ясувати можливість нового наступу на Маріуполь з боку ДНР.
7 вересня 2019-го Сущенка було звільнено з полону в РФ під час обміну українських полонених на злочинців. За даними адвоката Марка Фейгіна, після цього Сущенкові було заборонено в'їзд до Росії терміном на 20 років.

## Міжнародна реакція
2017 року Європарламент прийняв резолюцію «Політичні в'язні в тюрмах РФ і ситуація в Криму», в якій зазначено, що Роман Сущенко та інші українські громадяни незаконно утримуються в ув'язненні на території Росії. Депутати Європарламенту закликали негайно звільнити цих людей і сприяти їхньому поверненню на батьківщину. З такими ж вимогами виступила і Організація з безпеки і співробітництва в Європі (ОБСЄ) та Парламентська асамблея Ради Європи (ПАРЄ). До цього заклику також долучилися Міжнародна і Європейська федерації журналістів. Генеральний секретар Міжнародної федерація журналістів Ентоні Белленджер назвав утримання українського журналіста за ґратами в Росії «посяганням на свободу ЗМІ».

## Політична діяльність
Після повернення з російського ув'язнення вступив до політичної партії «Європейська солідарність» і очолив її партійний осередок в Черкаській області.
На місцевих виборах 2020 року був обраний депутатом Черкаської обласної ради, з грудня 2020 року — перший заступник голови Черкаської обласної ради.
У жовтні 2021 року брав участь у проміжних виборах до Верховної Ради по 197-му виборчому округу, але програв представнику «Слуги народу» Віталію Войцехівському.

## Нагороди
- Орден «За мужність» III ст. (19 листопада 2018) — за вагомий особистий внесок у розвиток вітчизняної журналістики, багаторічну сумлінну працю, високий професіоналізм та з нагоди 100-річчя заснування Українського національного інформаційного агентства «Укрінформ»[11]

Вручаючи нагороду дружині журналіста Анжелі, Президент України Петро Порошенко зазначив: «Я хотів би відзначити нагородою Романа Сущенка за мужність, за героїзм, за справжній патріотизм, який точно попаде в підручники історії як трималися і тримаються українці».
- Відзнака «Симон Петлюра. Журналістика і Державність» (2021).[13]
- Орден «За заслуги» (Франція)  (26 липня 2022) — за професійну діяльність, особисту відданість сприянню діяльності Франції в Україн та зміцненню зв'язків між країнами. Вручаючи нагороду у Софійський собор (Київ), Надзвичайний та Повноважний посол Франції в Україні Етьєн де Понсен зауважив: «Ця висока почесна відзнака Французької Республіки, друга за рангом, є також даниною мужності, яку Ви проявили під час свого ув'язнення в Росії, та роботі, яку Ви проводите на чолі платформи за звільнення українських політв'язнів, що утримуються в Росії чи на непідконтрольних Україні територіях. Окрім Вашого щирого інтересу та симпатії до нашої країни, які я мав змогу оцінити численні рази під час наших зустрічей, ця відзнака знаменує також визнання з боку Франції Вашої незмінної відданості спільним для нас демократичним цінностям та європейському майбутньому України».

## Родина
Одружений. Має дочку Юлію (журналістка) та сина Максима. До 2016 року родина проживала у Франції; після затримання Романа Сущенка в Росії — повернулися до Києва.